# Trận chiến Midway (phim 2019)
Trận chiến Midway (tựa gốc tiếng Anh: Midway) là một bộ phim điện ảnh lịch sử Hoa Kỳ được sản xuất và phát hành năm 2019, do Roland Emmerich làm đạo diễn, Harald Kloser làm nhà sản xuất và Wes Tooke là nhà viết kịch bản. Bộ phim kể về trận Midway, một trận đánh mang tính bước ngoặt tại mặt trận Thái Bình Dương trong Thế chiến II. Phim có sự tham gia của Ed Skrein, Patrick Wilson, Luke Evans, Aaron Eckhart, Nick Jonas, Mandy Moore, Dennis Quaid, Tadanobu Asano, Darren Criss và Woody Harrelson.
Bộ phim là một dự án tâm huyết của Emmerich. Ông đã gặp nhiều khó khăn trong việc tìm hỗ trợ tài chính cho bộ phim trước khi huy động đủ vốn thành công và chính thức công bố dự án vào năm 2017. Phần lớn dàn diễn viên đã tham gia vào mùa hè năm 2018 và việc ghi hình được bắt đầu ở Hawaii vào tháng 9 cùng năm. Một số phân cảnh được ghi hình ở Montreal. Với kinh phí sản xuất 100 triệu USD, cho đến nay đây là một trong những bộ phim làm độc lập đắt nhất mọi thời đại.
Trận chiến Midway được hãng Lionsgate phát hành lần đầu tiên tại các rạp chiếu phim tại Hoa Kỳ vào ngày 8 tháng 11 năm 2019. Dù nhận được nhiều đánh giá trái chiều từ các nhà phê bình, bộ phim vẫn được nhiều giới sử gia khen ngợi về độ chính xác của các sự kiện lịch sử được khắc họa trong bộ phim, và thu về 126 triệu USD trên toàn cầu.

## Nội dung
Vào tháng 12 năm 1937 tại Tokyo, Thiếu tá Edwin T. Layton, một sĩ quan tình báo của Hải quân Hoa Kỳ kiêm tùy viên quân sự tại Nhật Bản, đang cùng đồng nghiệp thảo luận với về vai trò của người Mỹ và người Nhật tại Thái Bình Dương trong thời gian sắp tới. Layton được Đô đốc Yamamoto Isoroku cảnh báo rằng nếu nguồn cung cấp dầu thô của Nhật bị đe dọa nghiêm trọng do các lệnh trừng phạt của Mỹ, họ sẽ phản ứng ngay lập tức.
Ngày 7 tháng 12 năm 1941, người Nhật bất ngờ tập kích Hạm đội Thái Bình Dương của Hải quân Hoa Kỳ đang neo đậu tại Trân Châu Cảng, chính thức kéo người Mỹ vào cuộc Thế chiến II. Đại úy Richard "Dick" Best, một phi công Hải quân cùng phi đội đóng trên hàng không mẫu hạm Enterprise được lệnh đi truy lùng hạm đội của người Nhật, nhưng thất bại do hạm đội Nhật đã rút lui thành công. Sau vụ Trân Châu Cảng, Đô đốc Chester Nimitz được bổ nhiệm làm tân Chỉ huy trưởng Hạm đội Thái Bình Dương của Hải quân Hoa Kỳ, thay thế cho Đô đốc Husband Kimmel.
Vài tháng sau cuộc tập kích Trân Châu Cảng, người Mỹ bắt đầu thực hiện các đợt không kích vào căn cứ của người Nhật ở quần đảo Marshall và Nhật Bản, đồng thời nghênh chiến với hạm đội Nhật Bản tại biển San Hô. Các cuộc tấn công khiến giới lãnh đạo và quân sự Nhật choáng váng và Đô đốc Yamamoto bắt đầu lên kế hoạch đánh chiếm đảo Midway, với sự trợ giúp của bốn hàng không mẫu hạm của Đệ Nhất Hàng không Hạm đội - Kido Butai.
Joshep Rochefort cùng đội giải mã của Tình báo Hải quân Hoa Kỳ bắt đầu đánh chặn những bước điện của người Nhật và họ thu được một thông tin về một địa điểm được xác định là "AF". Layton báo cáo điều đó với Đô đốc Chester Nimitz, nhưng được Nimitz bảo rằng Washington tin "AF" là một mục tiêu nào đó ở Nam Thái Bình Dương. Layton không đồng ý, cho rằng mục tiêu chính là đảo Midway. Sau cuộc gặp gỡ với Rochefort, Nimitz ra lệnh cho đội giải mã phải tìm ra những bằng chứng chứng minh rằng "AF" là Midway. Sau khi Layton đề xuất Midway gửi đi một đoạn tin không được mã hóa rằng Midway đang gặp vấn đề thiếu nước ngọt, đội giải mã của Rochefort đã bắt được một đoạn tin của Nhật về việc thiếu nước ngọt ở "AF", chứng minh được rằng "AF" chính là Midway.
Để chuẩn bị cho trận đánh, Nimitz ra lệnh cho hàng không mẫu hạm Enterprise và Hornet quay về Midway, đồng thời rút Yorktown, vốn bị hư hại nặng ở biển San Hô về Midway sửa chữa. Nimintz yêu cầu đội sửa chữa phải khắc phục toàn bộ thiệt hại và đưa Yorktown quay trở lại hoạt động sau hai ngày. Ngày 4 tháng 6, máy bay Nhật xuất kích từ Kido Butai bắt đầu tấn công căn cứ của người Mỹ trên đảo Midway, gây thiệt hại nặng nề cho đường băng và cơ sở vật chất trên đảo. Tuy nhiên, người Mỹ đã kịp phóng toàn bộ số máy bay trên đảo trước khi đội bay Nhật xuất hiện, và các hàng không mẫu hạm của Nhật liên tục bị các đội bay của Midway tấn công. Các đội máy bay phóng ngư lôi xuất kích từ ba hàng không mẫu hạm của Mỹ cũng xuất hiện ngay sau đó. Tuy vậy các cuộc tấn công không gây ra được bất cứ thiệt hại cho tàu Nhật, ngược lại phải chịu tổn thất rất nặng. Nhưng các cuộc tấn công đã khiến đội tàu Nhật rơi vào thế hỗn loạn, khi không thể thu hồi và phóng máy bay do phải liên tục cơ động né tránh bom và ngư lôi từ máy bay Mỹ.
Tàu ngầm Mỹ Nautilus khéo léo tiếp cận hạm đội Nhật mà không bị phát hiện, và phóng một quả ngư lôi về phía một hàng không mẫu hạm. Nautilus sau đó bị khu trục hạm Arashi truy đuổi gắt gao nhưng trốn thoát thành công. Trong lúc đó, Thiếu tá C. Wade McClusky, chỉ huy đội bay của Enterprise, phát hiện ra chiếc Arashi đang di chuyển rất nhanh. Cho rằng con tàu đó đang quay trở lại vị trí hạm đội chính, McClusky quyết định cho toàn bộ đội bay bám theo chiếc khu trục hạm kia. Đội bay của McClusky nhanh chóng phát hiện ra toàn bộ Kido Butai và vào vị trí ném bom bổ nhào mà không bị bất cứ tiêm kích nào của Nhật đánh chặn. Khi đang tấn công chiếc Kaga, VB-6 của Best bất ngờ bị đội bay của McClusky lạc vào. Nhận ra lỗi của McClusky, Best liên lạc với đội bay và đã kịp tách ra cùng 2 chiếc SBD khác (do Trung úy Edwin Kroger và Thiếu úy Frederick T. Weber điều khiển) để tấn công chiếc Akagi. Trong vòng năm phút, đội bay của Enterprise cắt bom trúng hai hàng không mẫu hạm Akagi và Kaga, đội bay của Yorktown cắt bom trúng chiếc Sōryū, tạo ra những vụ nổ dây chuyền và vô hiệu hóa toàn bộ ba con tàu. Best là người duy nhất trong nhóm cắt bom trúng và vô hiệu hóa chiếc Akagi bằng một quả bom duy nhất ở khu vực khoang chứa máy bay của tàu.
Trên chiếc Hiryū, Chuẩn Đô đốc Yamaguchi Tamon cho máy bay xuất kích và vô hiệu hóa thành công hàng không mẫu hạm Yorktown. Đến buổi chiều cùng ngày, Enterprise và Hornet phóng toàn bộ số máy bay còn lại và tổng tấn công chiếc Hiryū. Đại úy Best cùng đội bay cắt trúng bốn quả bom về chiếc Hiryū, khiến con tàu chìm trong biển lửa. Sau mọi nỗ lực cứu tàu không thành, Yamaguchi ra lệnh bỏ tàu, và ông cùng thuyền trưởng của Hiryū (Đại tá Tomeo Kaku) đã quyết định ở lại để ra đi cùng tàu. Hiryū sau đó bị khu trục hạm Nhật đánh đắm bằng ngư lôi. Vào đêm cùng ngày, Yamamoto nhận được báo cáo rằng toàn bộ Kido Butai của ông đã bị máy bay Mỹ đánh chìm ở Midway. Ngoài ra, sau khi biết thêm được thông tin về việc toàn bộ tàu chiến của người Mỹ đã rút lui khỏi khu vực để tránh một trận dạ chiến với thiết giáp hạm dưới quyền của Yamamoto, ông ra lệnh tổng rút lui và kết thúc chiến dịch M.
Tại Trân Châu Cảng, Rochefort chặn được một bức điện của Nhật Bản về lệnh tổng rút lui khỏi Midway rồi đưa cho Layton, người sau đó báo cho Nimitz và ban tham mưu của ông. Richard Best sau đó được đoàn tụ với gia đình ở Trân Châu Cảng, và không thể bay được nữa do gặp vấn đề về phổi (sau được chuẩn đoán mắc bệnh lao, gây ra bởi máy tái tạo oxi trên chiếc SBD của anh). Bộ phim kết thúc bằng những thông tin về trận đánh và số phận sau đó của những nhân vật liên quan.

## Diễn viên

### Hoa Kỳ
| Diễn viên        | Vai                               | Chú thích |
| ---------------- | --------------------------------- | --- |
| Ed Skrein        | Đại úy Richard Halsey "Dick" Best | Phi công Hải quân, Chỉ huy Phi đoàn Ném bom bổ nhào số 6 (VB-6), USS Enterprise (CV-6)                                 |
| Keean Johnson    | Trung sĩ James F. Murray          | Xạ thủ súng máy / liên lạc viên của Đại úy Richard H. Best                                                             |
| Patrick Wilson   | Thiếu tá Edwin Layton             | Sĩ quan Tình báo của Đô đốc Nimitz, Hải quân Hoa Kỳ                                                                    |
| Luke Evans       | Thiếu tá Wade McClusky            | Phi công Hải quân, Chỉ huy Đội bay Enterprise (CEAG), USS Enterprise (CV-6)                                            |
| Luke Kleintank   | Đại úy Clarence Dickinson         | Phi công Hải quân, Phó chỉ huy Phi đoàn Trinh sát / Ném bom số 6 (VS-6), USS Enterprise (CV-6)                         |
| Darren Criss     | Thiếu tá Eugene Lindsey           | Phi công Hải quân, Chỉ huy Phi đoàn Phóng lôi số 6 (VT-6), USS Enterprise (CV-6)                                       |
| Aaron Eckharts   | Trung tá Jimmy Doolittle          | Phi công Không lực Lục quân Hoa Kỳ, chỉ huy cuộc không kích Doolittle                                                  |
| Brennan Brown    | Trung tá Joseph Rochefort         | Trưởng bộ phận giải mã, Cục Giải mã và Tình báo khu vực Thái Bình Dương (FRUPAC), trực thuộc OP-20-G, Hải quân Hoa Kỳ. |
| Nick Jonas       | Trung sĩ Bruno Gaido              | Xạ thủ súng máy / liên lạc viên của Thiếu úy Frank O'Flaherty, USS Enterprise (CV-6)                                   |
| Russell Lewis    | Thiếu úy Frank O'Flaherty         | Phi công Hải quân, Phi đoàn Trinh sát / Ném bom số 6 (VS-6), USS Enterprise (CV-6)                                     |
| Alexander Ludwig | Đại úy Roy Pearce                 | Sĩ quan Trực đài chỉ huy, USS Arizona (BB-39) (nhân vật hư cấu)                                                        |
| Jake Manley      | Thiếu úy William P. West          | Phi công Hải quân, Phi đoàn Trinh sát / Ném bom số 6 (VS-6), USS Enterprise (CV-6)                                     |
| Geoffrey Black   | Trung tá John Ford                | Nhà đạo diễn phim làm nhiệm vụ quay tư liệu ở Midway                                                                   |
| Dennis Quaid     | Phó Đô đốc William "Blll" Halsey  | Chỉ huy Hải đội Hàng không mẫu hạm số 2, Hạm đội Thái Bình Dương, Hải quân Hoa Kỳ                                      |
| Jake Weber       | Chuẩn Đô đốc Raymond Spruance     | Chỉ huy Lực lượng Đặc nhiệm 16, Hải quân Hoa Kỳ                                                                        |
| Eric Davis       | Đại tá Miles Browning             | Tham mưu trưởng của Halsey, USS Enterprise (CV-6)                                                                      |
| Mark Rolston     | Đô đốc Ernest King                | Tham mưu trưởng Hải quân (CNO), Bộ Hải quân Hoa Kỳ                                                                     |
| Woody Harrelson  | Đô đốc Chester W. Nimitz          | Chỉ huy trưởng Hạm đội Thái Bình Dương, Hải quân Hoa Kỳ                                                                |
| David Hewlett    | Đô đốc Husband Kimmel             | Cựu chỉ huy trưởng Hạm đội Thái Bình Dương, Hải quân Hoa Kỳ, bị cách chức sau cuộc tập kích Trân Châu Cảng             |
| Brandon Sklenar  | Thiếu úy George "Tex" Gay Jr.     | Phi công Hải quân, Phi đoàn Phóng lôi số 8 (VT-8), USS Hornet (CV-8)                                                   |
| James Hicks      | Trung úy Edwin Kroeger            | Phi công Hải quân, Phi đoàn Ném bom bổ nhào số 6 (VB-6), USS Enterprise (CV-6)                                         |
| James Carpinello | Thiếu tá William Brockman         | Thuyền trưởng tàu ngầm USS Nautilus (SS-136)                                                                           |

### Đế quốc Nhật Bản
| Diễn viên        | Vai                          | Chú thích                                                                              |
| ---------------- | ---------------------------- | -------------------------------------------------------------------------------------- |
| Toyokawa Etsushi | Đô đốc Yamamoto Isoroku      | Chỉ huy trưởng Hạm đội Liên Hợp, Hải quân Đế quốc Nhật Bản                             |
| Asano Tadanobu   | Chuẩn Đô đốc Yamaguchi Tamon | Chỉ huy trưởng Hải đội Hàng không mẫu hạm số 2, Hải quân Đế quốc Nhật Bản              |
| Kunimura Jun     | Phó Đô đốc Nagumo Chūichi    | Chỉ huy trưởng Đệ Nhất Hàng không Hạm đội (Kido Butai), Hải quân Đế quốc Nhật Bản      |
| Hiromoto Ida     | Tōjō Hideki                  | Thủ tướng Nhật Bản                                                                     |
| Hiroaki Shintani | Thiên Hoàng Hirohito         | Thiên Hoàng thứ 126 của Nhật Bản                                                       |
| Peter Shinkoda   | Trung tá Minoru Genda        | Sĩ quan Điều hành Hoạt động bay, Đệ Nhất Hàng không Hạm đội, Hải quân Đế quốc Nhật Bản |
| Shimamoto Nobuya | Đại tá Tomeo Kaku            | Thuyền trưởng của hàng không mẫu hạm Hiryū                                             |

### Dân thường
| Diễn viên              | Vai                      | Chú thích |
| ---------------------- | ------------------------ | --- |
| Rachael Perrell Fosket | Dagne Layton             | Vợ của Thiếu tá Edwin Layton |
| Kenny Leu              | Chu Tuyết Sơn/Zhu Xuesan | Một giáo viên người Trung Quốc, người đã giúp bảo vệ phi hành đoàn của Trung tá Jimmy Doolittle khỏi sự truy quét của lính Nhật. |
| Mandy Moore            | Anne Best                | Vợ của Đại úy Richard Best |
| Dean Schaller          | Jack MacKenzie Jr.       | Quay phim của Trung tá Ford |

## Sản xuất
Vào ngày 23 tháng 5 năm 2017, Roland Emmerich thông báo rằng ông sẽ đạo diễn một bộ phim về Thế chiến II tên là "Midway" Do gặp nhiều vấn đề về chi phi sản xuất phim cao ngất ngưởng (ước tính lên 125 triệu USD), Emmerich gặp khá nhiều khó khăn để giúp bộ phim đi vào sản xuất. Khi không có hãng phim lớn nào tài trợ cho dự án, ông phải cắt nhiều phân cảnh chiến đấu rất có tiềm năng và phải gây quỹ, thu về 76 triệu USD. Ông còn kiếm thêm được 24 triệu USD từ các vốn chủ sở hữu, chủ yếu là từ các nhà đầu tư Trung Quốc. Đây được coi là một trong những dự án phim độc lập đắt đỏ nhất lúc đó. Emmerich trước đó đã từng cố gắng xây dựng một bộ phim với hãng Sony Pictures vào những năm 90, và thu hút được sự quan tâm của William Goldman. Tuy vậy, khi đi đến các kết luận về chi phí, ngân sách cho bộ phim ước tính hơn 100 triệu USD (tương đương với 152 USD triệu theo thời giá năm 2019), và Emmerich phải chuyển sang làm đạo diễn bộ phim The Patriot.
Tháng 4 năm 2018, Woody Harrelson và Mandy Moore tham gia vào dàn diễn viên chính cho bộ phim. Tháng 7 năm 2018, Luke Evans được chọn vào vai Thiếu tá Wade McClusky, chỉ huy đội bay của Enterprise và được trao thưởng Huân chương Chữ Thập Hải quân sau trận Midway. Robby Baumgartner được thuê làm nhà quay phim. Vào tháng 8 cùng năm, Patrick Wilson, Ed Skrein, Aaron Eckhart, Nick Jonas, Tadanobu Asano, Dennis Quaid cùng nhiều diễn viên khác được chọn làm diễn viên cho bộ phim. Darren Criss, Alexander Ludwig và Brandon Sklenar tham gia diễn xuất vào tháng 9. Quá trình quay phim được bắt đầu vào ngày 5 tháng 9 năm 2018, ở Honolulu, Hawaii. Ngoài ra, vài phân cảnh được quay ở Montréal.
Tháng 11 năm 2018, Scanline VFX thông báo họ sẽ là công ty chính đảm nhiệm phần hiệu ứng để nâng cao chất lượng hình ảnh trong phim, và Pixomondo được kí kết tham gia hỗ trợ bổ sung các kĩ xảo của phim.

## Phát hành
Bộ phim được công chiếu tại các rạp ngày 8 tháng 11 năm 2019, trong tuần lễ Ngày Cựu chiến binh.

### Quảng bá
Một tấm áp phích quảng bá bộ phim được ra mắt vào ngày 4 tháng 6 năm 2019, nhân kỉ niệm 77 năm trận Midway. Một bộ ảnh gồm 13 tấm mô tả lại các phân cảnh trong phim được công bố vào ngày 26 tháng 6 năm 2019, và đoạn trailer đầu tiên được ra mắt vào ngày hôm sau (27 tháng 6). Đoạn trailer thứ hai và cuối cùng được ra mắt vào ngày 12 tháng 9 năm 2019, và áp phích chiếu rạp của bộ phim được công bố vào ngày 25 tháng 9. Tổng cộng, Lionsgate đã chi khoảng 40 triệu USD cho việc quảng bá bộ phim.

### Phương tiện tại gia
Midway được phát hành dưới dạng Digital HD vào ngày 4 tháng 2 năm 2020, và dưới dạng DVD, Blu-ray và Ultra HD vào ngày 18 tháng 2 năm 2020.

## Tiếp nhận

### Doanh thu phòng vé
Trận chiến Midway đã thu về tổng cộng 56.8 triệu USD tại thị trường Hoa Kỳ và Canada, và 68.5 triệu USD ở các thị trường ngoại địa, nâng mức tổng doanh thu của phim lên 125.4 triệu USD, cao hơn mức kinh phí làm phim 100 triệu USD.
Tại thị trường Hoa Kỳ và Canada, Trận chiến Midway được công chiếu đồng thời với Doctor Sleep, Playing with Fire và Last Chrismas, và được kỳ vọng sẽ thu về khoảng 15 triệu USD từ 3,242 rạp phim trong tuần đầu công chiếu. Bộ phim đã thu về 6,3 triệu USD trong ngày đầu công chiếu (bao gồm 925,000 USD từ bản xem trước vào tối thứ Năm). Bộ phim tiếp tục thu về 17,5 triệu USD, vợt mức kỳ vọng ban đầu và vượt mặt đối thủ là bộ phim Doctor Sleep bằng việc là bộ phim được xem nhiều nhất tại các phòng vé. Trong tuần thứ hai, bộ phim thu về được 8,8 triệu USD, đứng thứ hai sau bộ phim mới là Ford v Ferrari, trước khi kiếm thêm được 4,7 triệu USD và kết thúc ở vị trí thứ năm ở tuần thứ ba.

### Đánh giá chuyên môn
Trên hệ thống tổng hợp kết quả đánh giá Rotten Tomatoes, bộ phim nhận được 42% lượng đồng thuận dựa trên 169 lượt đánh giá và đạt mức điểm trung bình là 5.2/10. Các chuyên gia của web cho rằng: "Trận chiến Midway tái hiện lại một sự kiện lịch sử nổi tiếng với những hiệu ứng đặc biệt hiện đại và có góc nhìn trực quan hơn, nhưng dường như kịch bản của bộ phim dường như chưa đủ sẵn sàng chiến đấu." Tại trang Metacitic, bộ phim có điểm trung bình là 47 trên 100 dựa trên 28 lượt nhận xét, chủ yếu là những đánh giá trung bình và hỗn tạp. Lượt bình chọn của khán giả trên trang thống kê CinemaScore cho phần phim điểm "A" trên thang từ A+ đến F, trong khi trên PostTrak đạt mức 4 trên 5 sao, với 58% người xem nhận xét rằng họ rất khuyến khích xem bộ phim này.
Barry Hertz của tờ The Globe and Mail chấm bộ phim 2/4 sao, nhận xét bộ phim "là một khúc sử thi về Thế chiến II tương đối nhạt nhẽo, dù có thời lượng 138 phút nhưng khi xem lại có cảm giác dài gấp năm lần", và ông kết luận bộ phim là "một câu chuyện buồn tẻ, nguồn hấp dẫn chính chỉ xoay quanh diễn viên gốc Anh Ed Skrien cố diễn lại vai người phi công Richard Best với chất giọng New Jersey." Wendy Ide của tờ The Observer chấm bộ phim 2/5 sao, viết rằng" "Mọi khuôn mẫu trong phim chiến tranh nhàm chán đều được khai thác trong bộ phim vốn không mang lại điều gì mới ngoài việc chắc chắn sẽ làm hài lòng và khiến những người hâm mộ quân nhân la hét trước những vụ nổ bắt mắt."
Paul Byrnes của tờ The Sydney Morning Herald chấm bộ phim 3/5 sao, nhận xét bộ phim là "một trong những bộ phim có phần tiến bộ hơn [của Roland Emmerich]", nhưng nói thêm: "Có một số phiên bản trước đó để lựa chọn, bao gồm đoạn phim 18 phút đạt giải Oscar về mục phim tài liệu của John Ford. Chúng tôi không cần một cái gì mới, trừ khi ông ấy có điều gì đó mới để nói hay có cách mới để điễn đạt. Đối với hai câu hỏi, câu trả lời đều là không." Owen Gleiberman của tờ Variety viết:" Một bộ phim hạng B cơ bản. Nhưng những trận hỏa thiêu cùng với tiếng kim loại va chạm vào nhau tạo nên sự hủy diệt của chiến tranh mới là điều khiến Trận chiến Midway trở thành một bộ phim đáng để xem."

## Tính xác thực lịch sử
Trận chiến Midway nhận được nhiều lời khen từ các cựu chiến binh và nhà sử học vì sự chính xác về mặt lịch sử hơn các bộ phim trước đó là Midway (1976) và Trân Châu Cảng (2001). Giám đốc Sở Di Sản và Lịch sử Hải quân Sam Cox, đồng thời là một cựu Chuẩn Đô đốc Hải quân Hoa Kỳ, nhận xét: "Bất chấp một số khía cạnh 'Hollywood', đây vẫn là bộ phim về hải quân thực tế nhất từng được thực hiện."

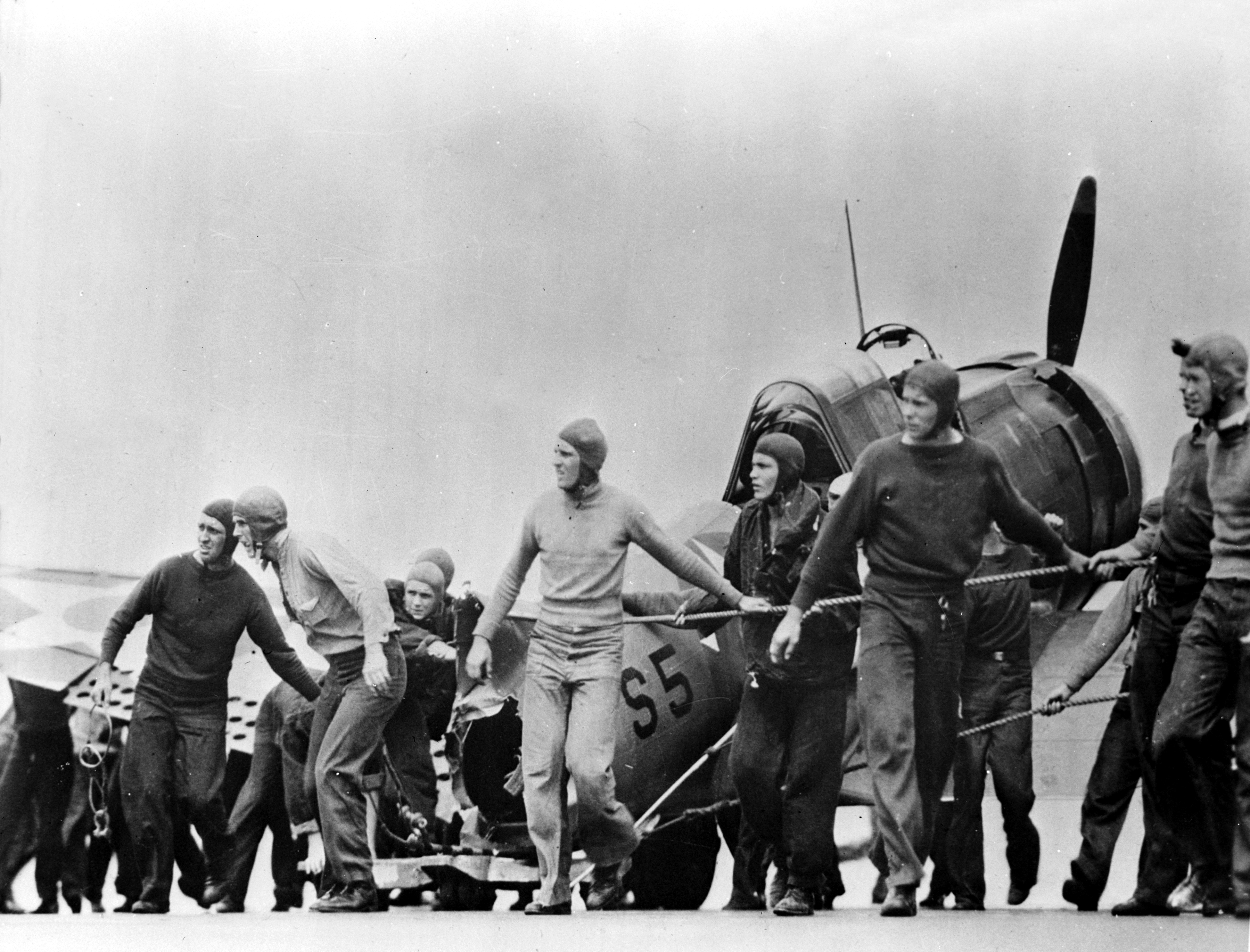
Chiếc Douglas SBD-2 Dauntless, được Bruno Gaido sử dụng để bắn hạ một chiếc máy bay ném bom Mitsubishi G4M "Betty" của Nhật, đang được thủy thủ của Enterprise kéo ra khỏi đường băng. Chiếc SBD này bị chiếc Betty bay sượt qua và cắt làm đôi sau khi bị Gaido bắn hạ.

Một số sự kiện dường như "được Hollywood hóa" trong phim, ví dụ như phân cảnh Bruno Gaido chạy nhanh về chỗ một chiếc SBD đang đậu trên đường băng để bắn hạ một chiếc máy bay ném bom Nhật Bản đang cố gắng lao vào Enterprise, sau đó được thăng chức tại chỗ nhờ sự dũng cảm. Đúng là Gaido đã bắn hạ chiếc máy bay đó, nhưng những gì xảy ra sau đó không giống như bộ phim mô tả. Thực tế, Gaido đã phải cố gắng trốn tránh sau khi bắn rơi máy bay Nhật, lo sợ rằng anh sẽ gặp rắc rối vì dám tự ý rời khỏi vị trí của mình khi chưa có sự chấp thuận của cấp trên. Các thủy thủ phải đi tìm Gaido và "áp giải" anh ta đến chỗ Halsey để thăng chức.
Ngoài ra phim còn còn có một số điểm không đúng với lịch sử như:

Kí hiệu được sử dụng trên máy bay Mỹ trong giai đoạn đầu của Thế chiến II (trước trận Midway).

- Bộ phim khắc họa sai kí hiệu ngôi sao của sơn trên máy bay Mỹ trong giai đoạn trước trận Midway. Trước trận Midway, máy bay Mỹ được sơn hình ngôi sao trắng với chấm đỏ ở giữa, và chấm đỏ này nhanh chóng bị xóa bỏ sau khi người Mỹ nhận ra nó sẽ khiến các pháo thủ nhầm lẫn với biểu tượng Mặt trời mọc (Hinomaru) được sơn trên máy bay Nhật. Máy bay Mỹ trong các phân cảnh trước trận Midway đều bị thiếu mất chấm đỏ.
- Ở phút 11:12, những máy bay phóng ngư lôi Nakajima B5N "Kate" đã thực hiện các đợt thả ngư lôi ở vị trí trước các thiết giáp hạm đậu ở khu vực Dãy Thiết giáp hạm (Battleship Row). Trên thực tế, những đội bay Kate đã bay qua khu vực Xưởng Hải quân Trân Châu Cảng để phóng ngư lôi ở vị trí vuông góc với những chiếc thiết giáp hạm.
- Cuộc không kích quần đảo Marshalls bao gồm phân cảnh Best lái chiếc SBD không chiến với máy bay Nhật qua các ngọn núi. Thực tế quần đảo Marshalls chỉ bao gồm các hòn đảo nhỏ bằng phẳng, khu vực cao nhất chỉ đạt 10 m so với mực nước biển. Ngoài ra, hai đội bay Nhật đóng quân tại Marshalls ngày hôm đó (Phi đoàn Chitose và Phi đoàn Yokohama) đều không sử dụng những chiếc tiêm kích Zero như được mô tả trong phim, thực tế họ sử dụng những chiếc Misubishi A5M Type 96.
- Bộ phim miêu tả cảnh tàu ngầm Nautilus khéo léo di chuyển qua tàu chiến Nhật để phóng ngư lôi về một chiếc hàng không mẫu hạm của Nhật (Kaga trong phim). Thực tế, mục tiêu được Nautilus chọn để phóng ngư lôi ngày hôm đó là thiết giáp hạm Kirishima.
- Trong những diễn biến đầu tiên của trận Midway, 12-16 chiếc máy bay ném bom hạng trung Martin B-26 Marauder đã thực hiện một đợt rải bom vào đội hình tàu chiến của Nagumo. Chỉ có bốn chiếc Marauder của Lục quân đã thực hiện cuộc tấn công ngày hôm đó, và chúng được trang bị ngư lôi để phối hợp cùng với nhóm máy bay TBF Avenger thay vì trang bị bom như phim mô tả.
- Các cuộc tấn công của các đội phóng lôi xuất phát từ ba hàng không mẫu hạm đều bị sai thứ tự. Thực tế, VT-8 của Hornet tiếp cận Kido Butai đầu tiên và tấn công trước, không phải VT-6 của Enterprise như trong phim. VT-3 của Yorktown tấn công cuối cùng với sự trợ giúp của các máy bay tiêm kích của VF-3.[38]
- Khi Phi đoàn Phóng lôi số 8 (VT-8) bắt đầu tấn công Kido Butai, chiếc Devastator của Thiếu úy George H. Gay Jr. nhanh chóng bị bắn hạ trước khi anh kịp phóng quả ngư lôi. Thực tế, Geroge Gay là một trong số rất ít phi công của VT-8 cắt được quả ngư lôi về phía tàu chiến Nhật (nhưng trượt) trước khi bị bắn hạ. Anh cũng là người duy nhất trong tổng số 30 thành viên của VT-8 sống sót qua cuộc tấn công.[39]
- Nhiều tàu chiến của Nhật Bản sử dụng sai cấu hình vũ khí, vài phân cảnh có sự xuất hiện của 5 thiết giáp hạm lớp Yamato (thực tế chỉ có 3 chiếc được đóng và chỉ có một chiếc tham chiến ở Midway là Yamato, với vai trò là kì hạm của Đô đốc Yamamoto). Hàng không mẫu hạm Kaga cũng bị sai nhiều chi tiết như đảo thượng tầng được đặt bên trái tàu (thực tế đảo thượng tầng của Kaga nằm ở bên phải) và sàn bay thiếu mất biểu tượng Hinomaru (được sơn ở khu vực trước thang nâng số 1 của Kaga trước trận Midway).
- Phim không đề cập tới sự xuất hiện của Chuẩn Đô đốc Frank Jack Fletcher. Ông là Chỉ huy trưởng Lực lượng Đặc nhiệm 17 (kì hạm là USS Yorktown) và đồng thời là tổng chỉ huy lực lượng hàng không mẫu hạm Mỹ tại Midway.
- Trong phim mô tả cảnh chiếc SBD của O'Flaherty và Gaido bị nhóm tiêm kích Zero bắn hạ. Thực tế, chiếc SBD của họ hết nhiên liệu và phải hạ cánh xuống biển.